# Al papà/Mamma
Al papà/Mamma è un singolo di Wilma De Angelis pubblicato nel 1968 dalla casa discografica Stella Mattutina.

## Tracce
1. Al papà (Di Ugo Bamberga)
2. Mamma (Di Ugo Bamberga)